# Quinahue (comuna)
Quinahue fue una de las comunas que integró el antiguo departamento de Curicó, en la provincia de Curicó.
En 1907, de acuerdo al censo de ese año, la comuna tenía una población de 965 habitantes. Su territorio fue organizado por decreto del 18 de julio de 1902.

## Historia
La comuna fue creada por decreto del 18 de julio de 1902. Integró la subdelegación homónima N.º 10 del departamento de Curicó.
Al crearse el departamento de Santa Cruz, en julio de 1904, la comuna pasa a esa división territorial. Esta comuna fue suprimida mediante el Decreto con Fuerza de Ley N.º 8.583 del 30 de diciembre de 1927, dictado por el presidente Carlos Ibáñez del Campo como parte de una reforma político-administrativa, anexando su territorio a la comuna de Santa Cruz. La supresión se hizo efectiva a contar del 1 de febrero de 1928.